# Viggo Fausböll
Michael Viggo Fausböll (1821 - 1908) fue un pionero danés del estudio del Pāli.
Fausböll fue profesor de sánscrito en Copenhague. Su versión del Dhammapada fue la base para la primera traducción del texto al inglés por Max Müller en el volumen 10 de la obra Sacred Books of the East.  

## Publicaciones
Las traducciones de Fausböll incluyen:
- Dhammapada: Una colección de versos morales en Pali (traducido al Latín) (Copenhague, 1855).
- Sutta-Nipata (Sacred Books of the East) (Oxford: Clarendon Press, 1881; Londres: Pali Text Society, 1885).
- Jataka con Atthakatha (Londres: Pali Text Society, 1877-1896).[1]

Fausböll escribió también:
- Indian mythology according to the Mahabharata. (Londres: Luzac, 1903; reeditado como Indian mythology according to the Indian epics, New Delhi: Cosmo, 1981)[2]